# Premi al Sisè Home de l'Any de l'NBA
El Premi al Sisè Home de l'Any de l'NBA (NBA Sixth Man of the Year Award) és atorgat anualment per l'NBA al millor jugador d'un equip que surt de la banqueta com a sisè home. El guanyador és seleccionat per un grup de periodistes dels Estats Units i el Canadà, votant cadascú pel primer (5 punts), segon (3 punts) i tercer (1 punt) lloc. El jugador amb més punts totals guanya el premi, independentment del nombre de vots rebuts en primer lloc (únicament es tenen en compte en cas d'empat). Per a què un jugador sigui escollible, aquest ha hagut de disputar més partits aquella temporada sortint de la banqueta que en el cinc titular.
Des de la seva creació la  temporada 1981-82, 25 jugadors han guanyat el premi, amb Jamal Crawford com a jugador més guardonat amb 3 trofeus, per davant de Kevin McHale, Ricky Pierce i Detlef Schrempf amb 2 trofeus. Ben Gordon es va convertir el 2005 en el primer jugador de primer any en rebre aquest guardó mentre que McHale i Bill Walton són els 2 únics jugadors que han estat inclosos al Basketball Hall of Fame. Per altra banda, Manu Ginóbili, Detlef Schrempf, Leandro Barbosa i Toni Kukoč són els 4 jugadors estrangers que han aconseguit aquest trofeu. Finalment, Bill Walton és l'únic guanyador que també ha obtingut un Premi a l'MVP de l'NBA. En el camp col·lectiu, els Phoenix Suns són la franquícia amb més trofeus (4), seguits dels Boston Celtics, amb 3.

## Guanyadors

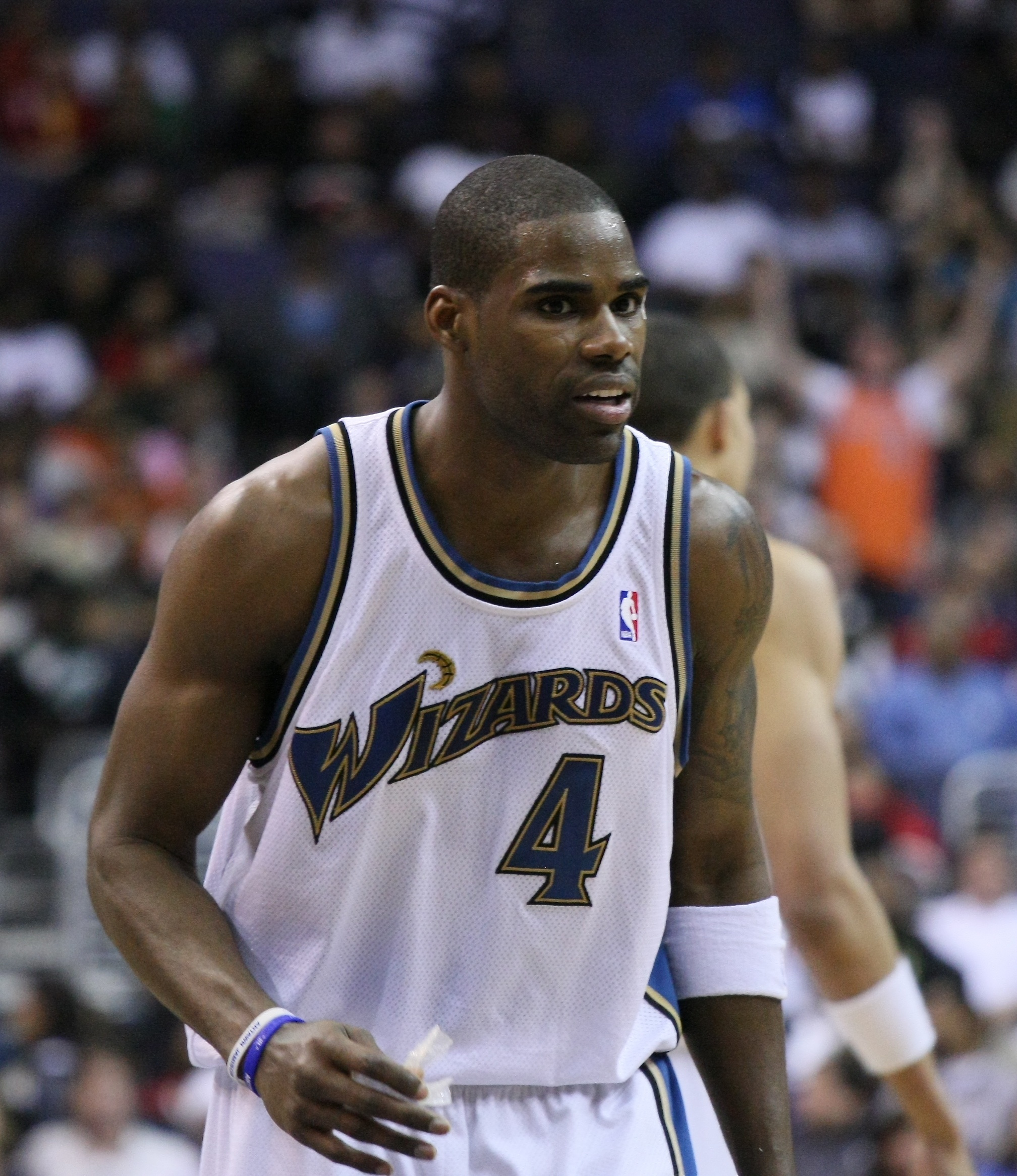
Antawn Jamison va guanyar el premi a la temporada 2003-04.

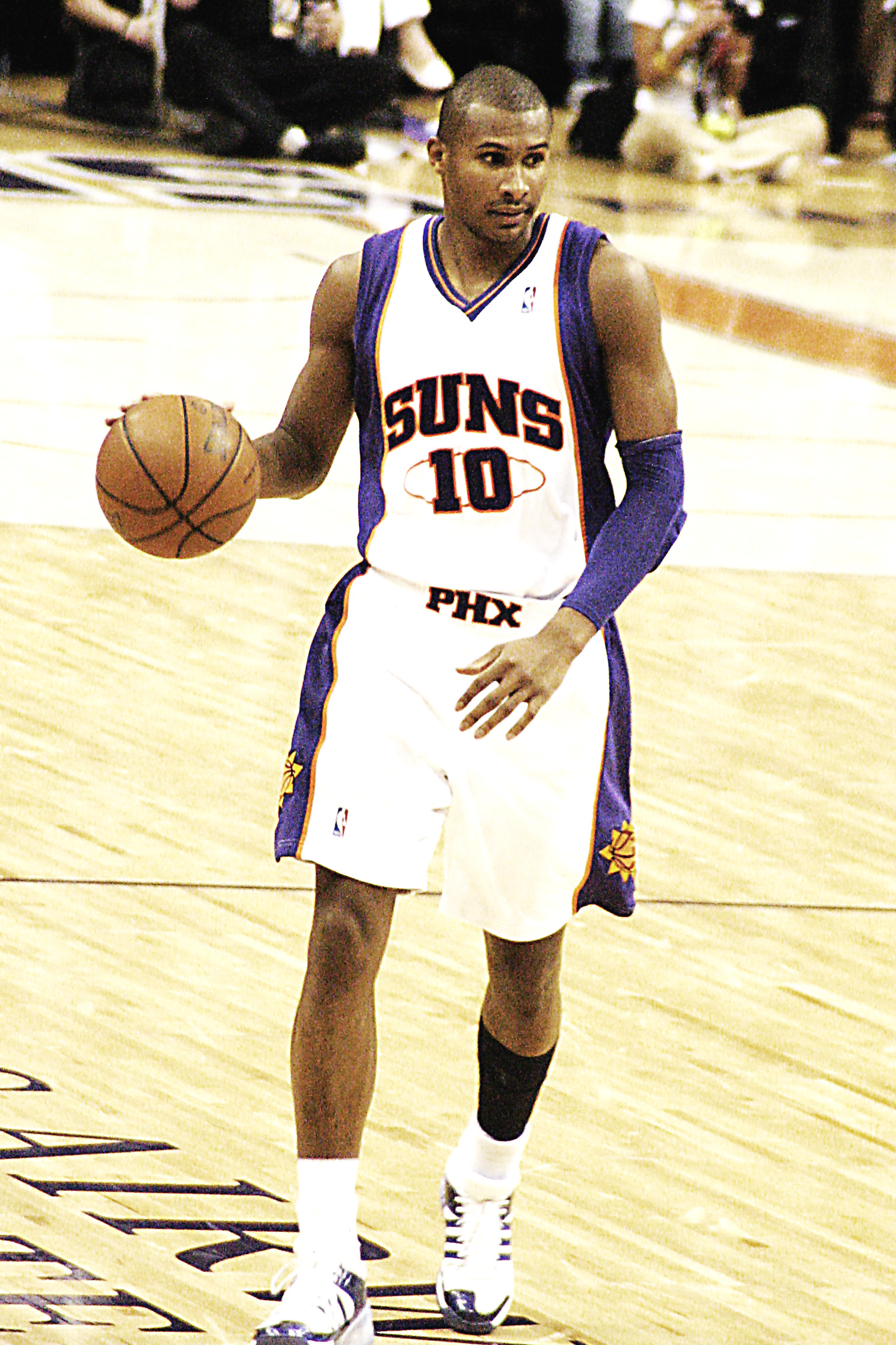
Leandro Barbosa va guanyar el premi a la temporada 2006-07.

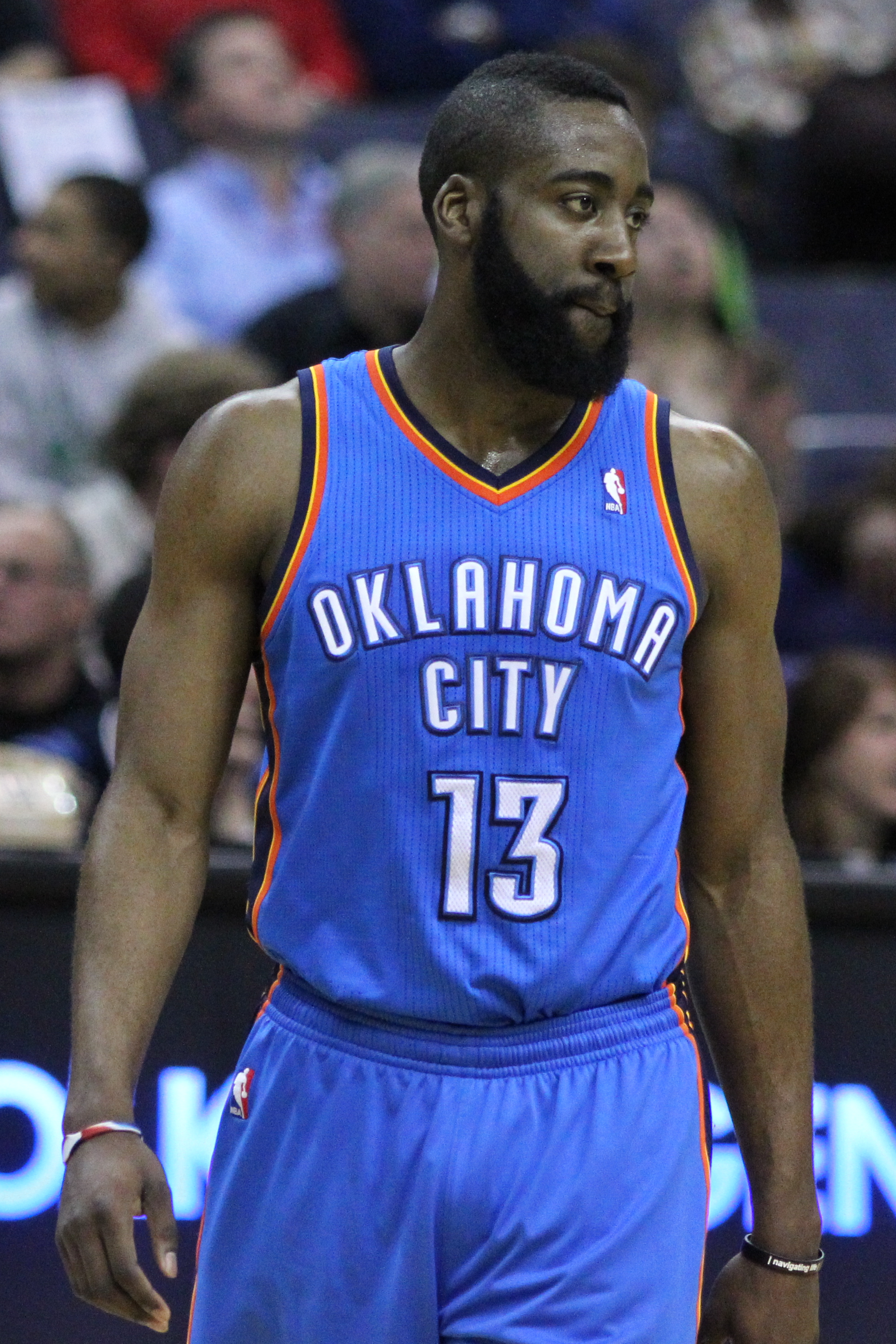
James Harden va guanyar el premi temporada 2011-12.

| ^           | Jugador actiu a l'NBA                                 |
| *           | Escollit en el Basketball Hall of Fame                |
| Jugador (#) | Nombre de vegades que el jugador ha obtingut el premi |

| Temporada | Jugador                 | Posicions                        | Nacionalitat | Equip                  |
| --------- | ----------------------- | -------------------------------- | ------------ | ---------------------- |
| 1982-83   | Bobby Jones             | Aler                             | Estats Units | Philadelphia 76ers     |
| 1983-84   | Kevin McHale*           | Aler pivot                       | Estats Units | Boston Celtics         |
| 1984-85   | Kevin McHale* (2)       | Aler pivot                       | Estats Units | Boston Celtics         |
| 1985-86   | Bill Walton*            | Pivot                            | Estats Units | Boston Celtics         |
| 1986-87   | Ricky Pierce            | Escorta (bàsquet)                | Estats Units | Milwaukee Bucks        |
| 1987-88   | Roy Tarpley             | Aler pivot/Pivot                 | Estats Units | Dallas Mavericks       |
| 1988-89   | Eddie Johnson (bàsquet) | Aler                             | Estats Units | Phoenix Suns           |
| 1989-90   | Ricky Pierce (2)        | Escorta (bàsquet)                | Estats Units | Milwaukee Bucks        |
| 1990-91   | Detlef Schrempf         | Aler                             | Alemanya     | Indiana Pacers         |
| 1991-92   | Detlef Schrempf (2)     | Aler                             | Alemanya     | Indiana Pacers         |
| 1992-93   | Clifford Robinson       | Aler pivot/Pivot                 | Estats Units | Portland Trail Blazers |
| 1993-94   | Dell Curry              | Escorta (bàsquet)                | Estats Units | Charlotte Hornets      |
| 1994-95   | Anthony Mason           | Aler                             | Estats Units | New York Knicks        |
| 1995-96   | Toni Kukoč              | Aler                             | Croàcia      | Chicago Bulls          |
| 1996-97   | John Starks             | Escorta (bàsquet)                | Estats Units | New York Knicks        |
| 1997-98   | Danny Manning           | Aler pivot                       | Estats Units | Phoenix Suns           |
| 1998-99   | Darrell Armstrong       | Base (bàsquet)                   | Estats Units | Orlando Magic          |
| 1999-00   | Rodney Rogers           | Aler                             | Estats Units | Phoenix Suns           |
| 2000-01   | Aaron McKie             | Escorta (bàsquet)                | Estats Units | Philadelphia 76ers     |
| 2001-02   | Corliss Williamson      | Aler                             | Estats Units | Detroit Pistons        |
| 2002-03   | Bobby Jackson           | Base (bàsquet)                   | Estats Units | Sacramento Kings       |
| 2003-04   | Antawn Jamison          | Aler pivot                       | Estats Units | Dallas Mavericks       |
| 2004-05   | Ben Gordon              | Escorta (bàsquet)                | Estats Units | Chicago Bulls          |
| 2005-06   | Mike Miller^            | Escorta (bàsquet)/Aler           | Estats Units | Memphis Grizzlies      |
| 2006-07   | Leandro Barbosa^        | Escorta (bàsquet)                | Brasil       | Phoenix Suns           |
| 2007-08   | Manu Ginóbili^          | Escorta (bàsquet)                | Argentina    | San Antonio Spurs      |
| 2008-09   | Jason Terry^            | Escorta (bàsquet)/Base (bàsquet) | Estats Units | Dallas Mavericks       |
| 2009-10   | Jamal Crawford^         | Escorta (bàsquet)                | Estats Units | Atlanta Hawks          |
| 2010-11   | Lamar Odom              | Aler pivot                       | Estats Units | Los Angeles Lakers     |
| 2011-12   | James Harden^           | Escorta (bàsquet)                | Estats Units | Oklahoma City Thunder  |
| 2012-13   | J.R. Smith^             | Escorta (bàsquet)                | Estats Units | New York Knicks        |
| 2013-14   | Jamal Crawford^ (2)     | Escorta (bàsquet)                | Estats Units | Los Angeles Clippers   |
| 2014-15   | Louis Williams^         | Base (bàsquet)                   | Estats Units | Toronto Raptors        |
| 2015-16   | Jamal Crawford^ (3)     | Escorta (bàsquet)                | Estats Units | Los Angeles Clippers   |
| 2016-17   | Eric Gordon^            | Escorta (bàsquet)                | Estats Units | Houston Rockets        |